# Robert Jasper

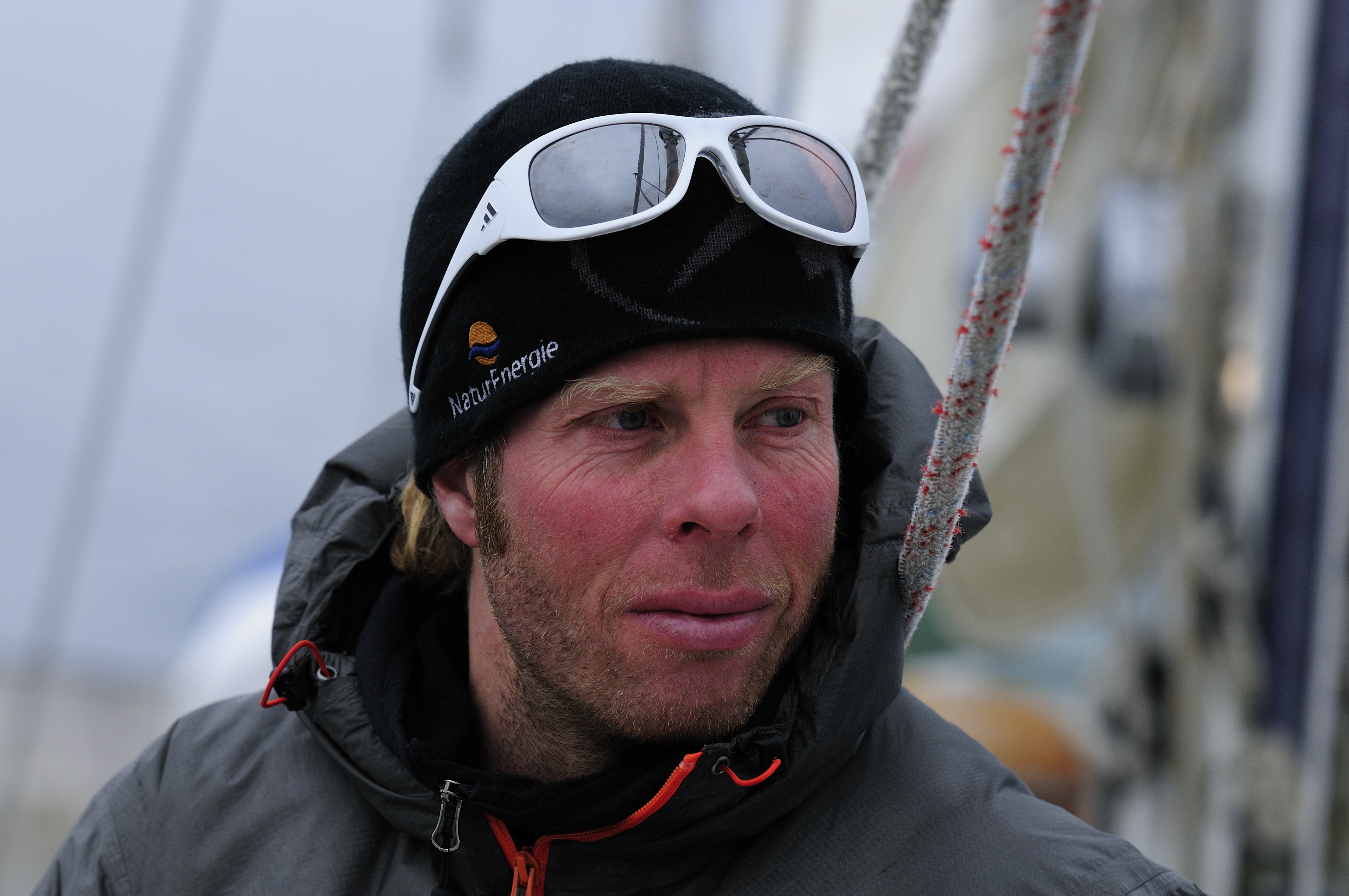
Robert Jasper (2010)

Robert Jasper (* 15. April 1968 in Waldshut-Tiengen) ist ein deutscher Extrembergsteiger.

## Leben
Robert Jasper wuchs im Schwarzwald auf und lernte dort sowie im Schweizer Jura-Gebirge bei Basel das Klettern. Er ist Sportlehrer, staatlich geprüfter Berg- und Skiführer und Bergführerausbilder. Verheiratet ist er mit Daniela Jasper, sie ist ebenfalls Extrembergsteigerin. Sie wohnen in Schopfheim und haben zwei Kinder. Robert Jasper ist der Bruder des Kameramanns Bernhard Jasper.

## Bergsport
In der Kletterszene bekannt wurde Jasper 1991, als er die drei großen Nordwände von Eiger, Grandes Jorasses und Matterhorn im Alleingang auf schwierigen Routen durchstieg. Besonders die Eiger-Nordwand zog Jasper in den folgenden Jahren immer wieder an. Die bemerkenswertesten Erfolge waren dabei die erste Solo-Begehung der Route Spit verdonesque édenté (VIII, A1), die erste freie Begehung von Yeti (IX+) sowie die Eröffnung der ersten Eiger-Route im zehnten Schwierigkeitsgrad mit Symphonie de liberté (X−) zusammen mit Frau Daniela. 2009 konnte er zusammen mit Roger Schäli die Japaner-Direttissima (8a) zum ersten Mal rotpunkt klettern, 2010 auch die John-Harlin-Diretissima (7a M8; 20. bis 23. September 2010). An den Grandes Jorasses konnte Jasper die Mixed-Route No Siesta (M8) erstmals frei begehen. Am Matterhorn schaffte er die Erstbegehung der Route Freedom (VIII−, A2). Daneben gelangen ihm zahlreiche, schwierigste Solo- und Erstbegehung in Fels und Eis.
Am Cerro Murallón in Patagonien eröffnete er 2005 zusammen mit Stefan Glowacz am Nordpfeiler die Route Gone by the Wind (IX+, A2, M5), was den beiden eine Nominierung für den Piolet d’Or einbrachte. Den Cerro Torre konnte er in der Rekordzeit von 16,5 Stunden ab dem Basislager besteigen.